# Шиканедер, Якуб
Якуб Шиканедер (чеш. Jakub Schikaneder, род. 27 февраля 1855 г. Прага — ум. 15 ноября 1924 г. Прага) — чешский художник.

## Жизнь и творчество
Якуб Шиканедер родился в семье немецкого таможенника. Несмотря на бедность семьи, Якуб сумел получить высшее художественное образование. Причиной были, вероятно, давние культурные семейные традиции: среди предков Якуба был и Эмануэль Шиканедер, автор либретто к опере Моцарта Волшебная флейта.
После окончания учёбы в Праге и Мюнхене (1871—1879 годы) работал, совместно с Э. К. Лишкой, над оформлением королевской ложи в пражском Народном театре (уничтожено во время пожара 1881 года). Совершил путешествие по Европе: посетил Германию, Англию, Шотландию, Швейцарию, Голландию, Италию и Францию. В 1891—1923 годах — преподаёт в пражской Академии прикладного искусства.
Якуб Шиканедер принадлежал к мюнхенской художественной школе XIX столетия. Основной темой его полотен была жизнь бедных, простых или старых людей. Любил также писать окутанные туманом виды Праги, берега Влтавы, как правило ранним вечером, осенью или зимой.

## Галерея

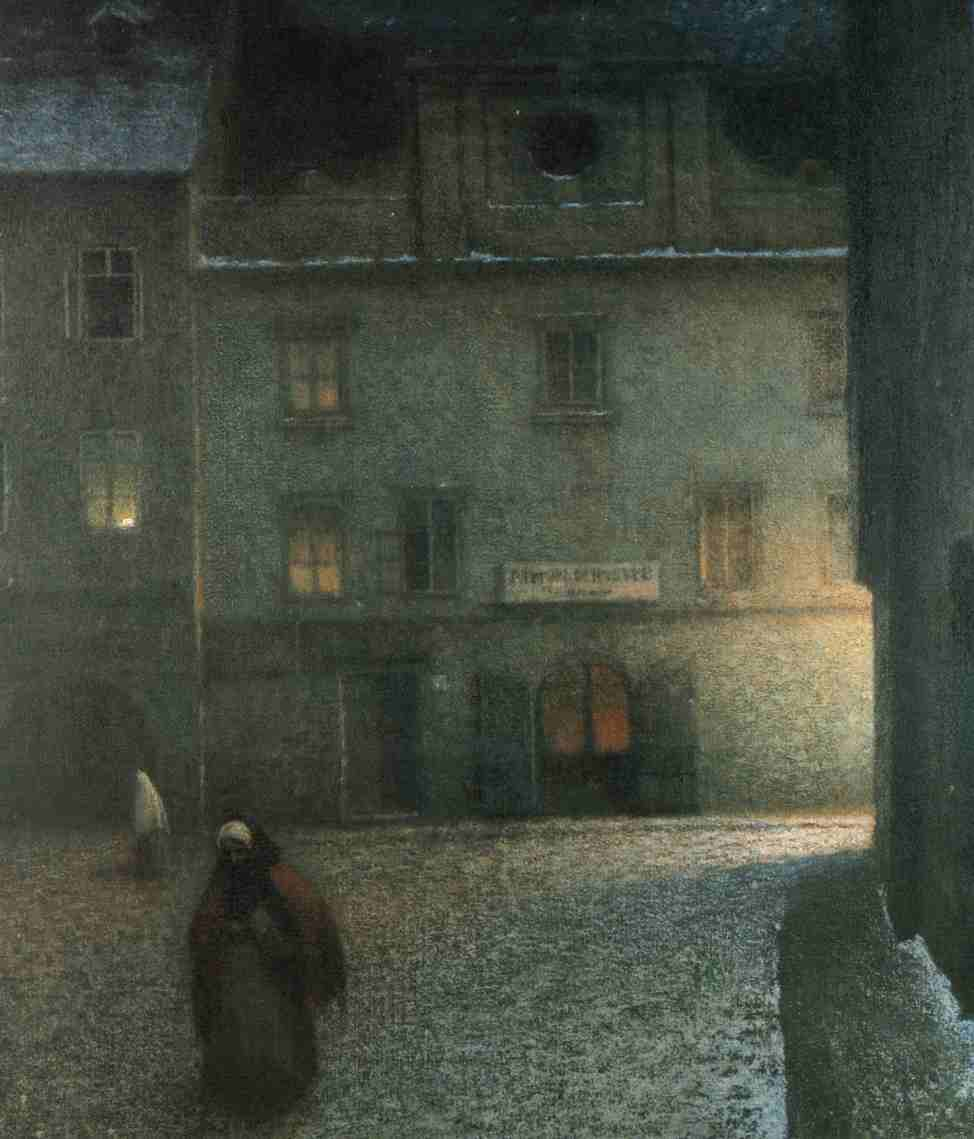
Вечерняя улица (1906)
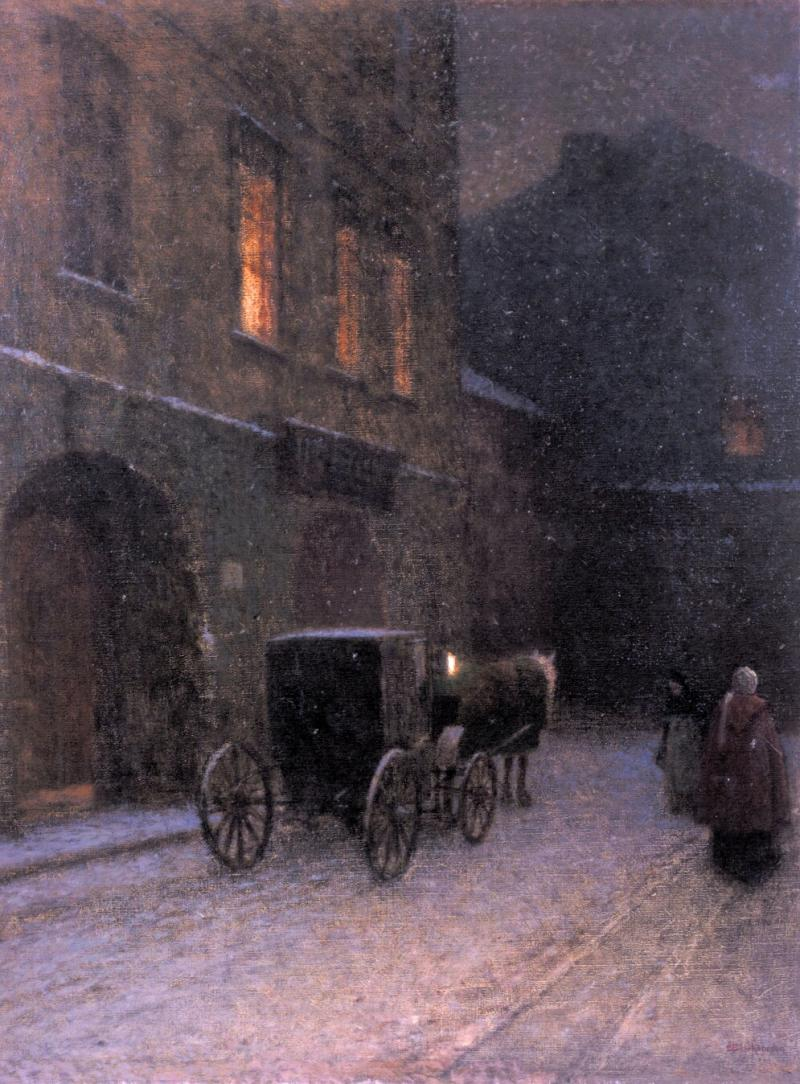
Старопражские закоулки (1907-1909)
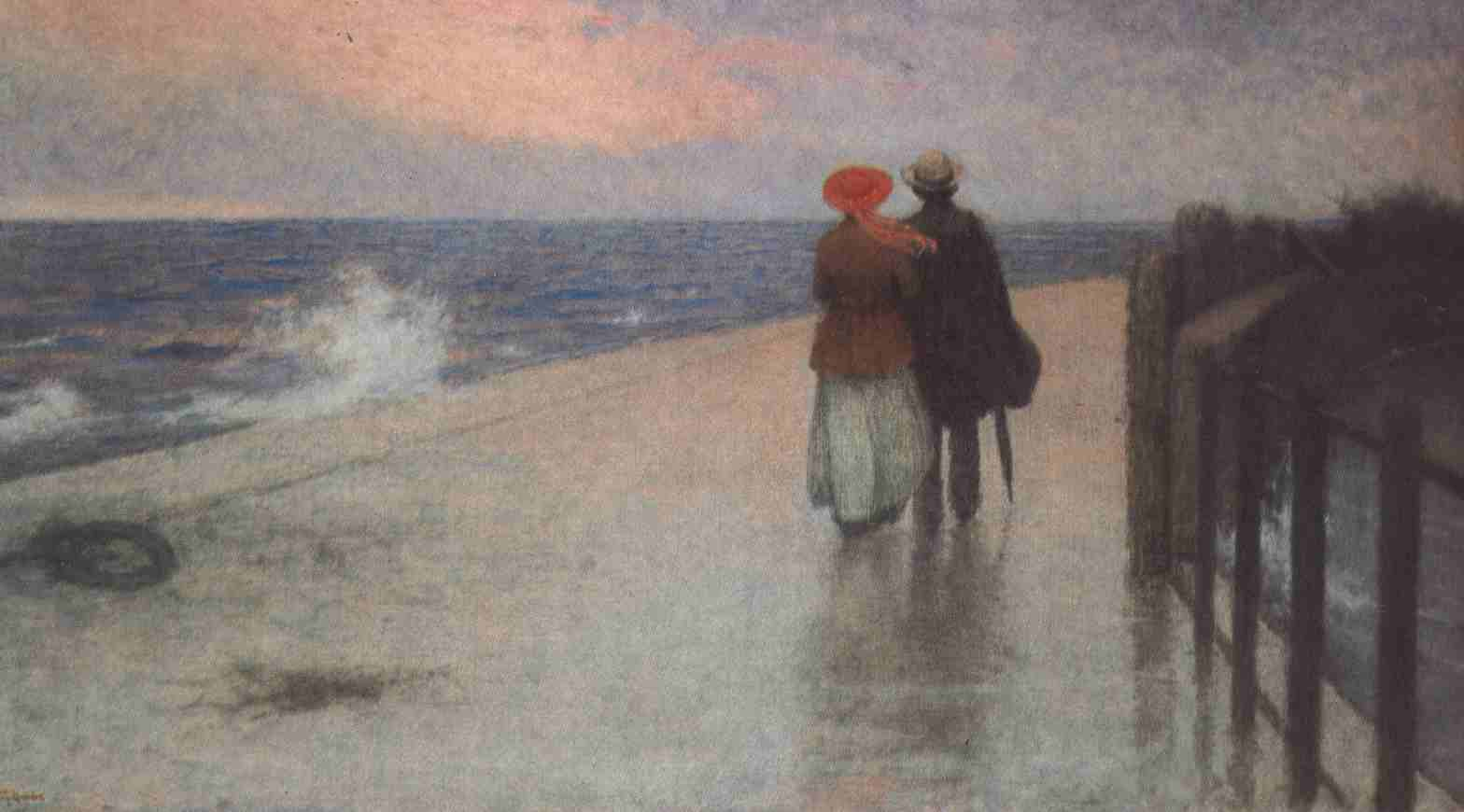
На набережной (1919-1920)
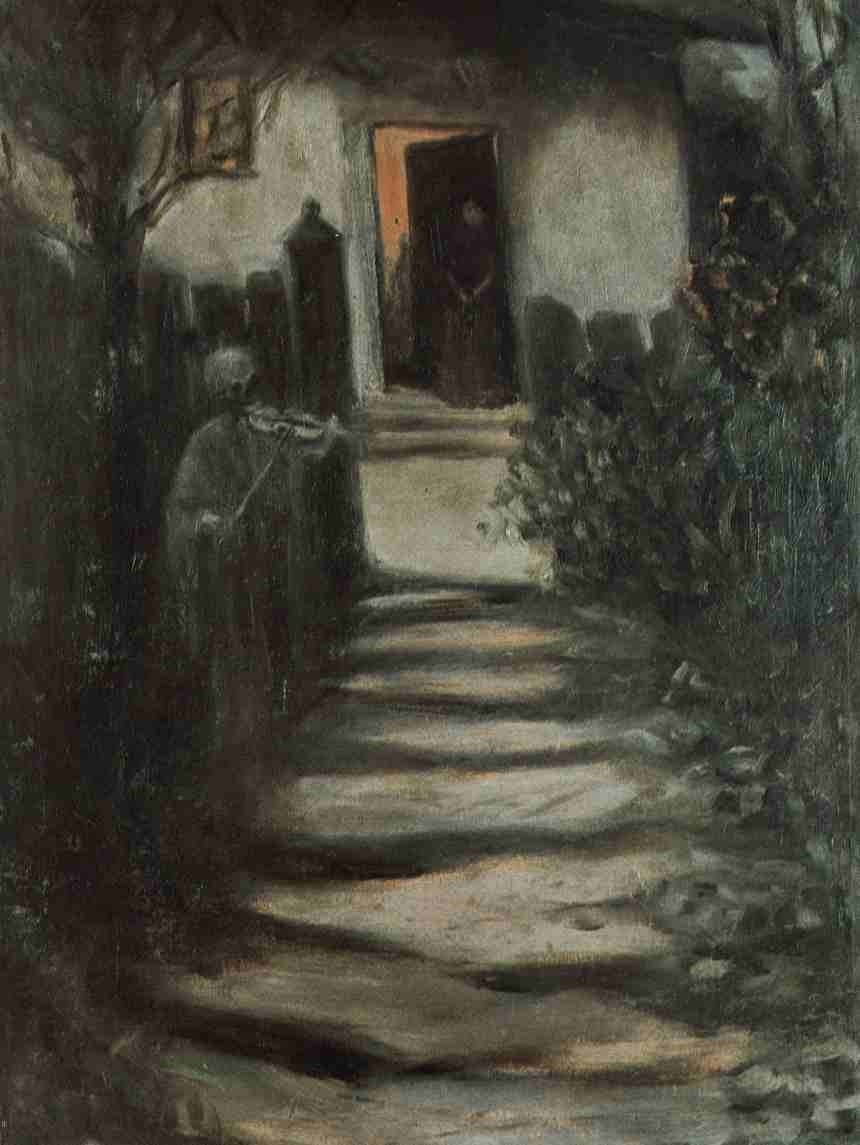
Символическое явление (1895-1897)
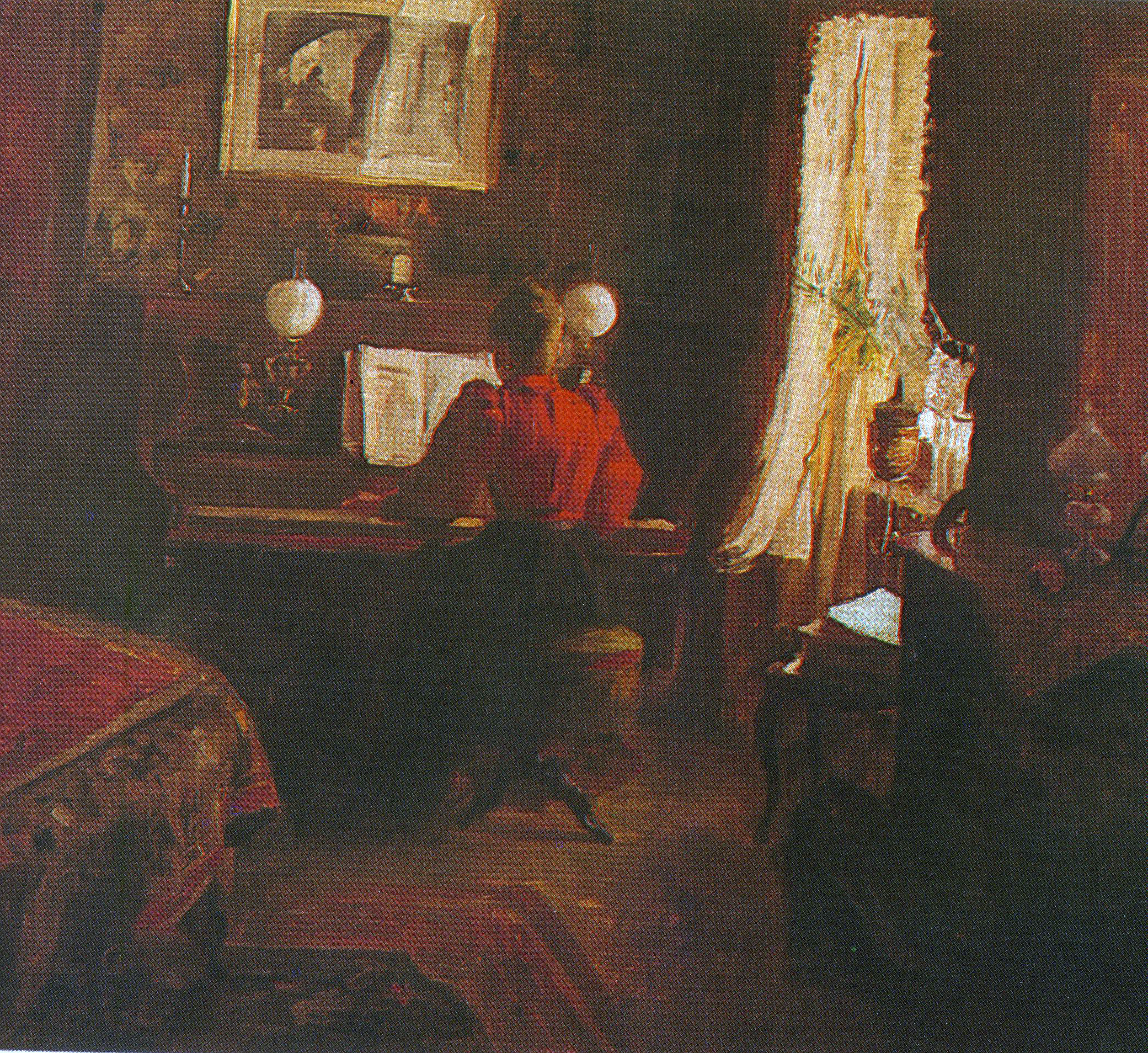
Интерлюдия (1883)
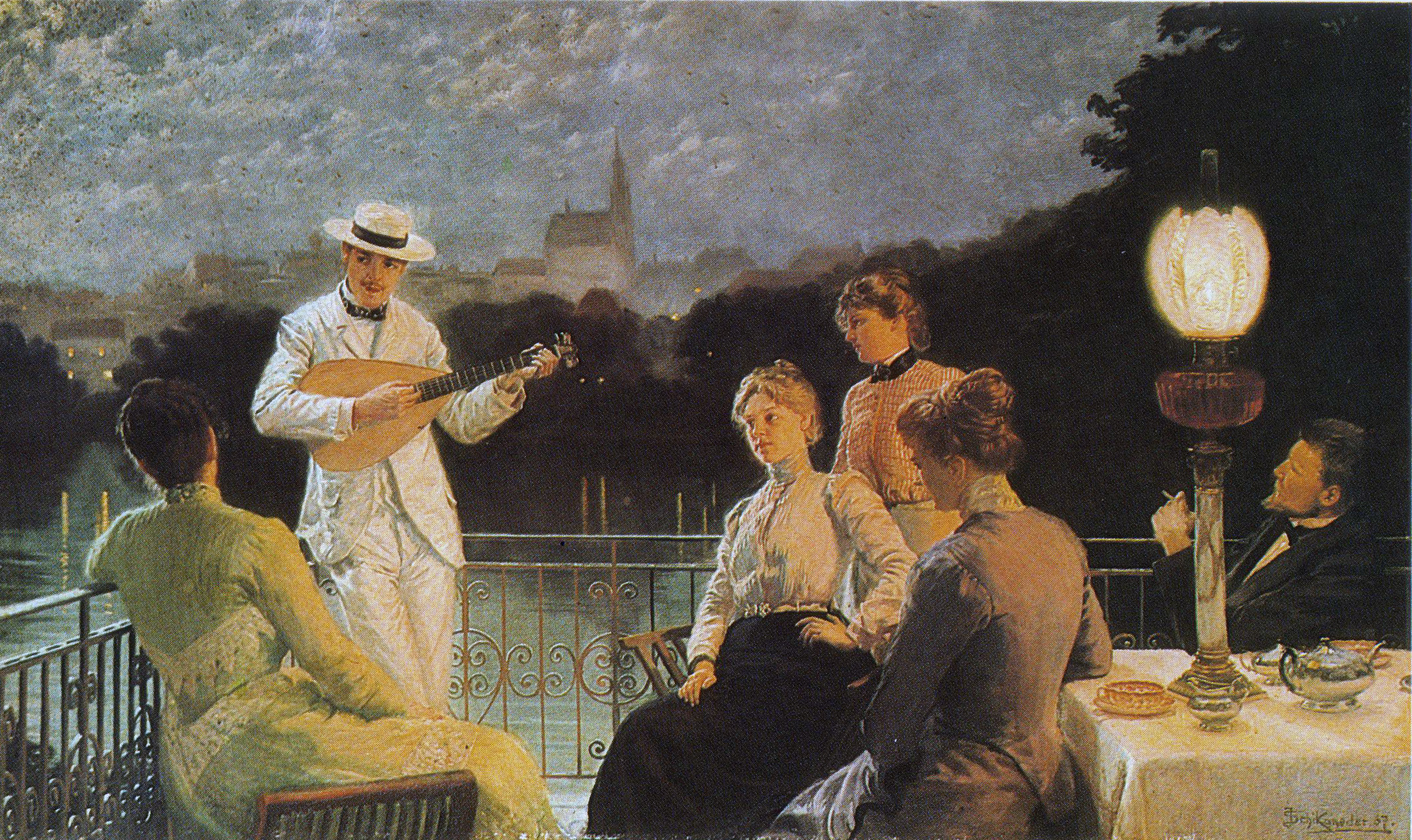
Общество на террасе (1887)
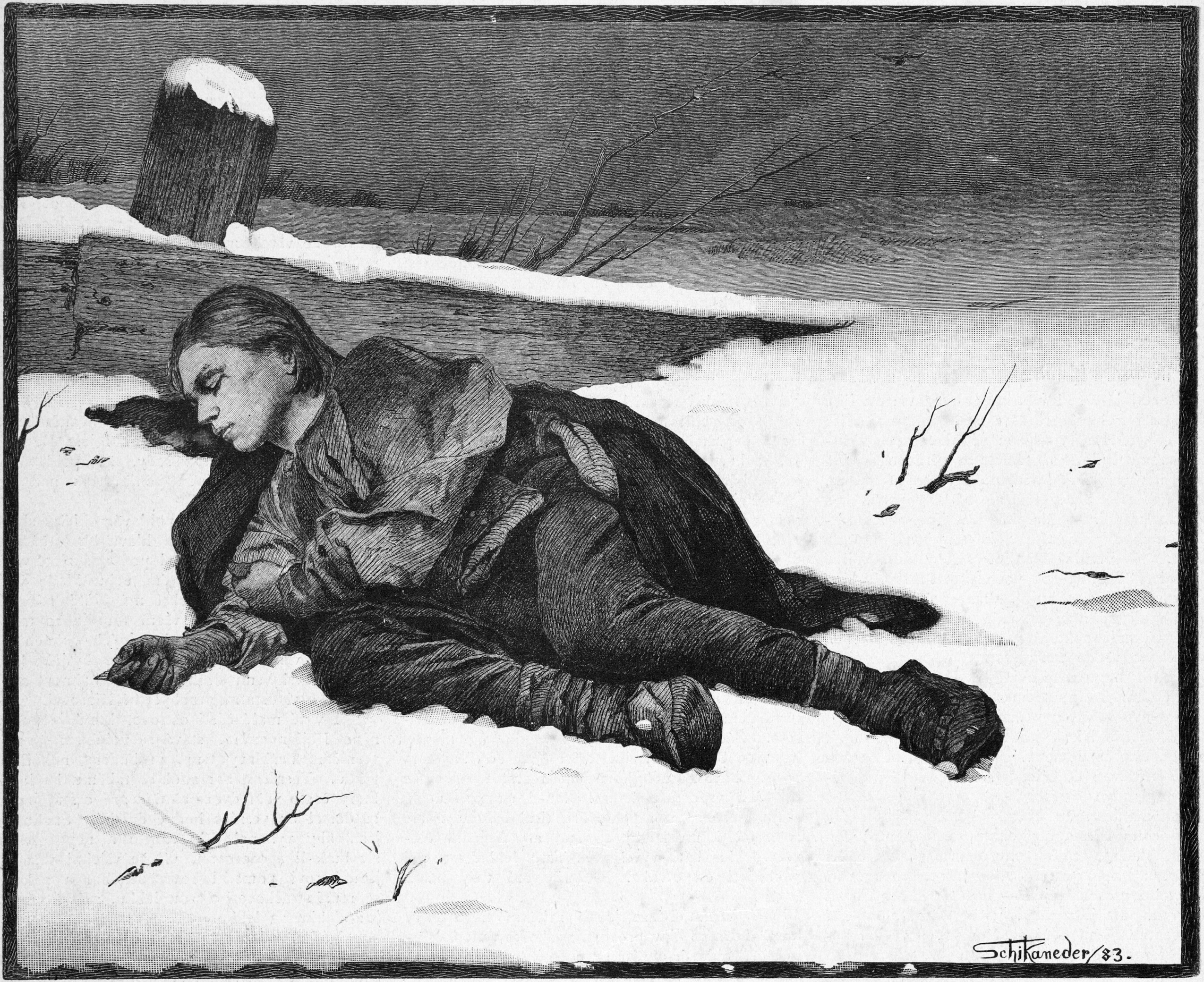
Зима (1883)
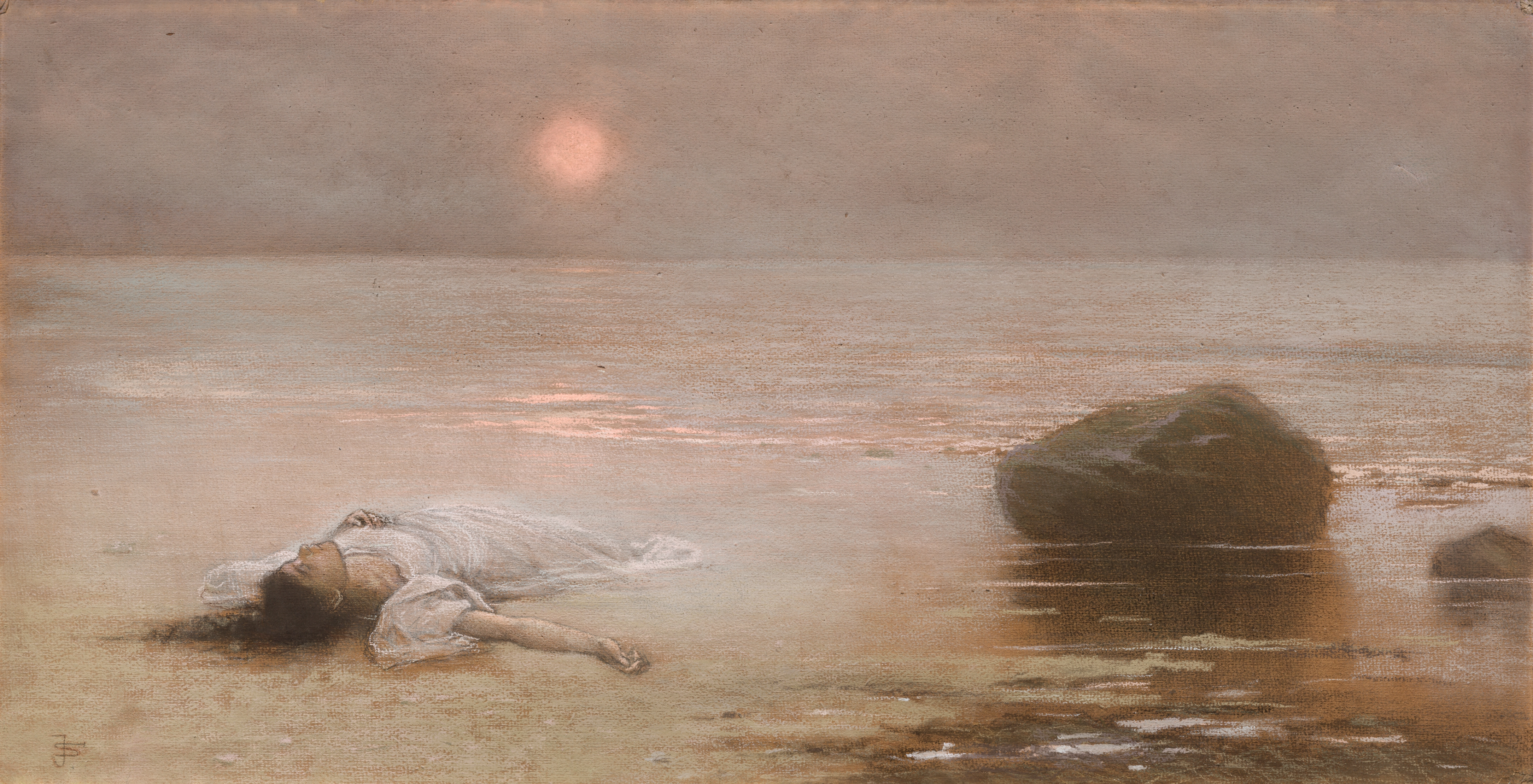
Утонувшая (1890-1895)
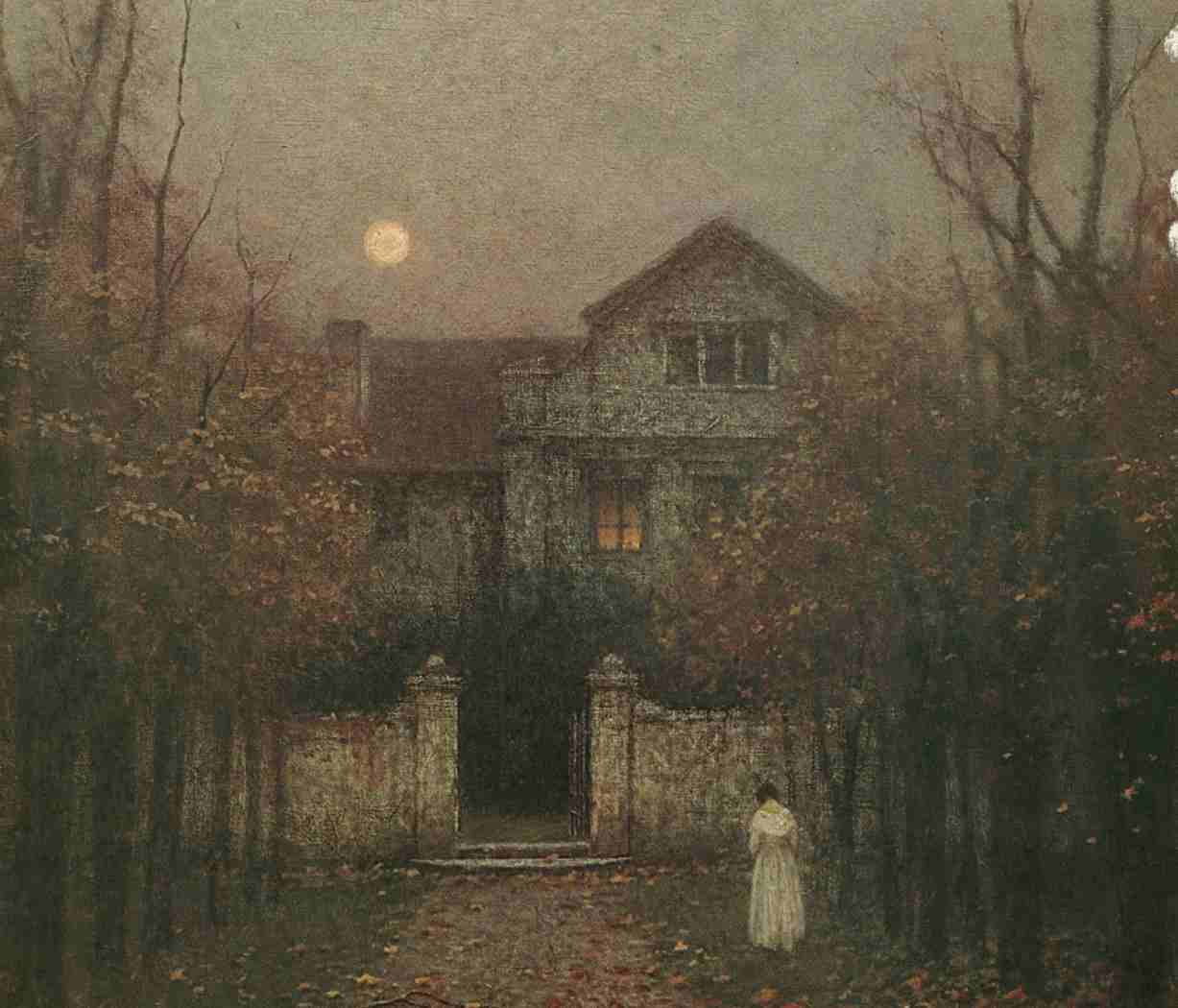
Вечер за городом (1907-1909)
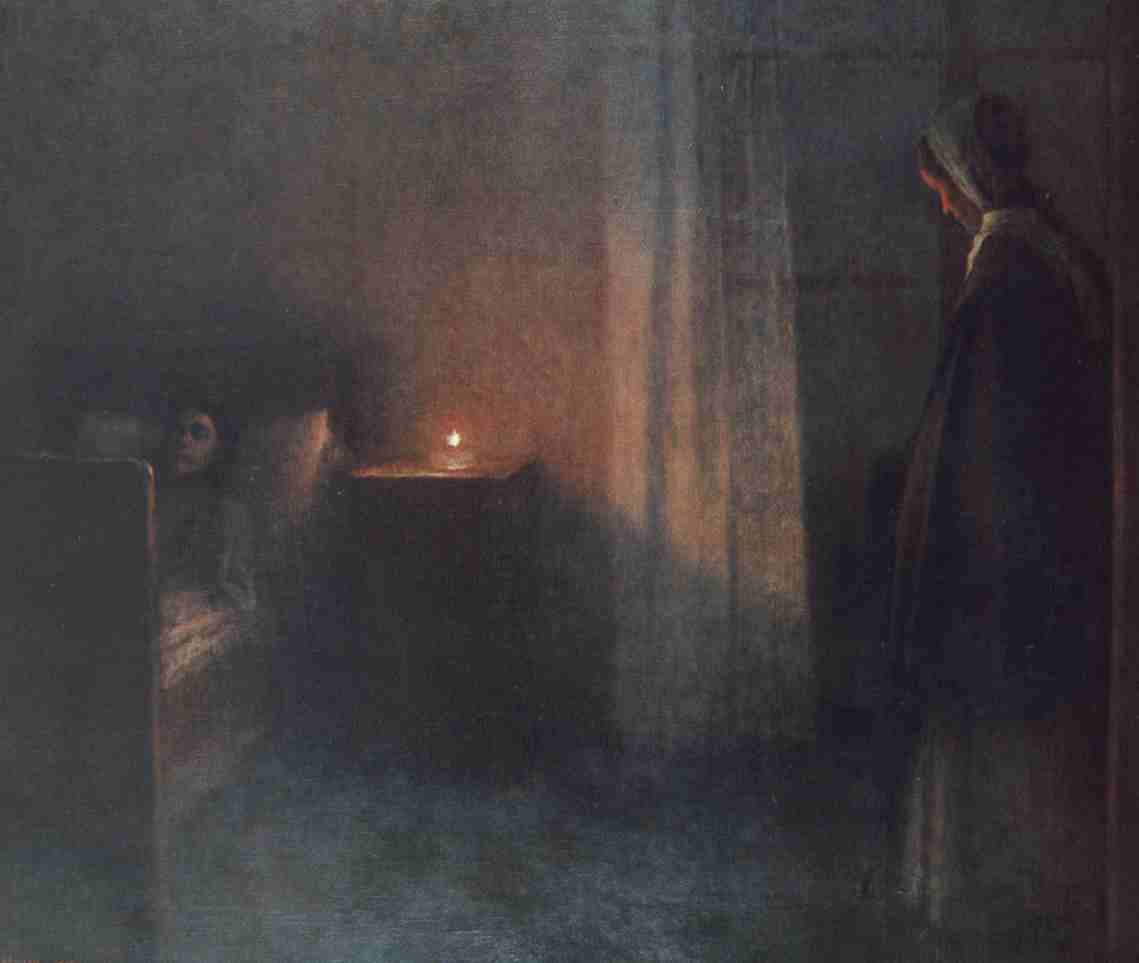
У девичьего ложа (1900-1910)
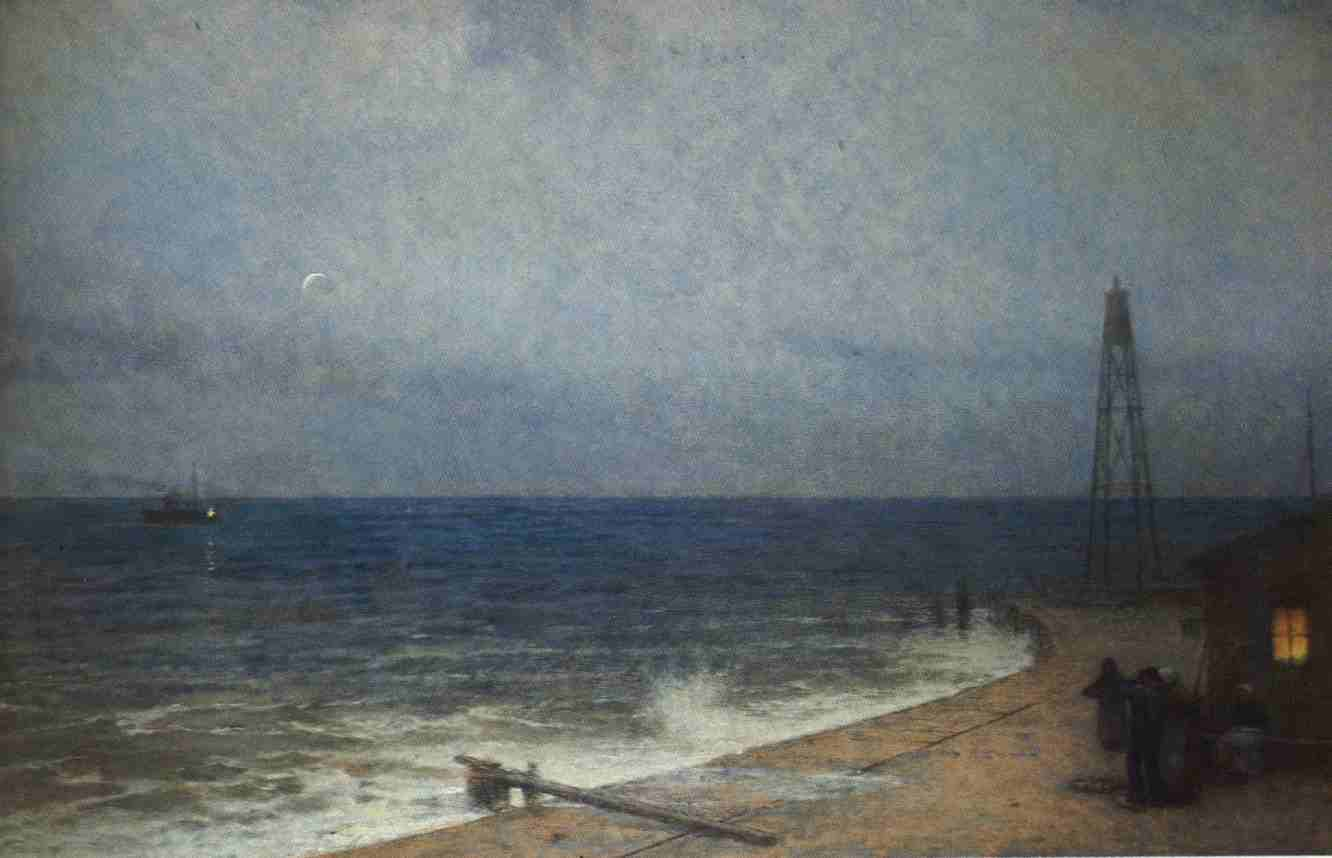
На молу (1922-1923)
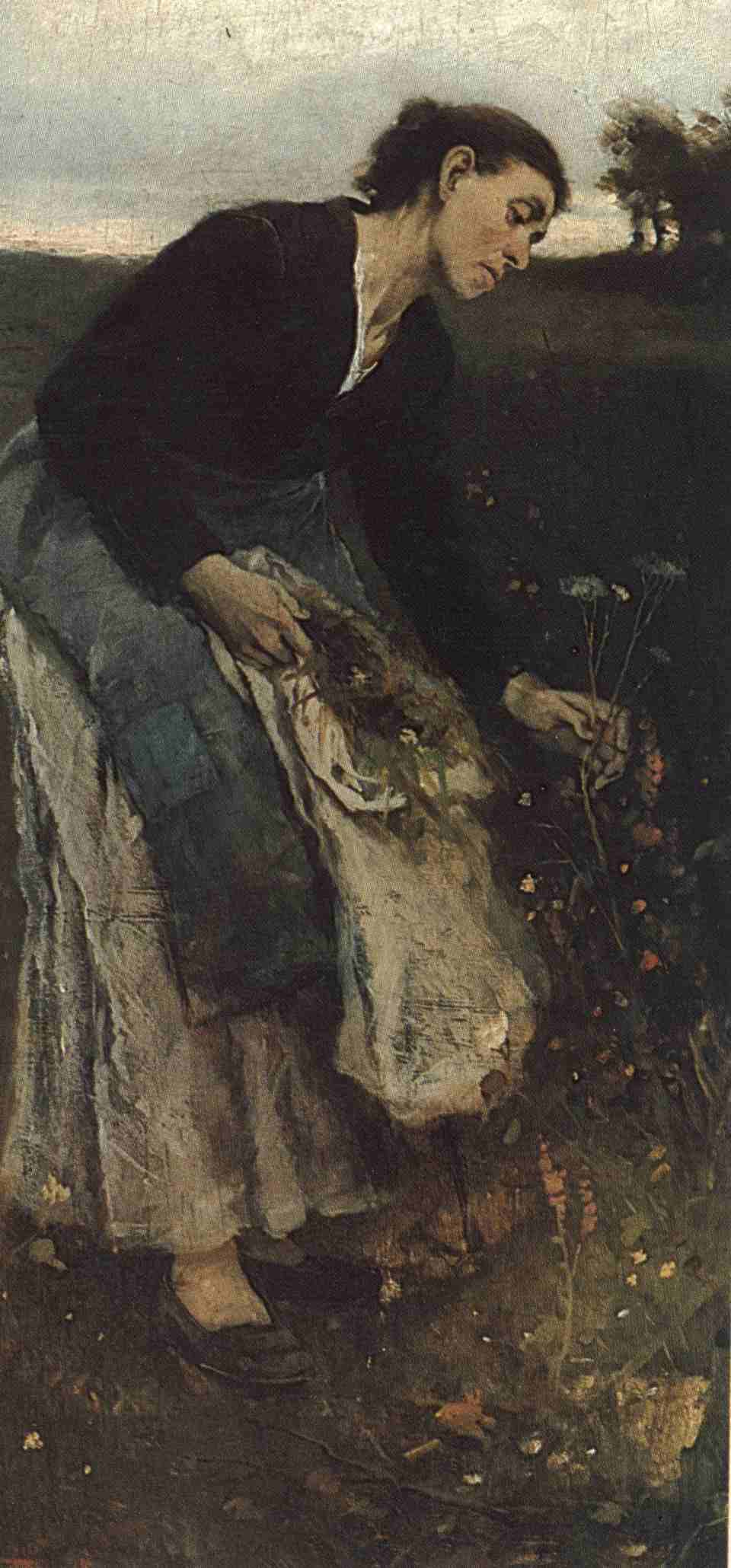
Собирательница трав (1882)